# آدام اورت
آدام اورت (انگلیسی: Adam Everett؛ زادهٔ ۵ فوریهٔ ۱۹۷۷) بازیکن بیس‌بال اهل ایالات متحده آمریکا بود.